# Pandilla Vandalika Teodoro Suárez
La Pandilla Vandalika Teodoro Suárez fue una guerrilla urbana argentina activa en la zona metropolitana de Buenos Aires, activa de 2010 a 2011 siendo mediático sus atentados contra bancos y oficinas pertenecientes a empresas privadas.

## Actividad
El 30 de marzo de 2010, el grupo clamó responsabilidad por una explosión contra una sucursal de Banco Nación en Calle Lavalle, Buenos Aires. El ataque no dejó heridos, solo daños materiales al edificio de la sucursal. El 27 de agosto, el grupo junto a Asociadxs autonomxs independientes levemente deskiciadxs un explosivo en una sucursal de Banco Francés, en el barrio de Almagro cuando un llamado advirtió que había una mochila sospechosa junto a la puerta blindex del Banco Francés alrededor de las 6:00, el aviso fue realizado a la Brigada de Explosivos de Bomberos de Policía Federal. Los expertos en explosivos decidieron detonar la mochila, que en su interior tenía una bomba con un mecanismo de relojería. La onda expansiva hizo que se rompieran el blindex del banco y los vidrios de algunas ventanas de edificios linderos, sin causar daños a nadie. En el lugar de la explosión se encontraron panfletos.
El 16 de septiembre de 2010 se produjo una explosión frente a las oficinas adyacentes de la aerolínea estadounidense American Airlines y la aerolínea italiana Alitalia en Buenos Aires. Los panfletos encontrados en el sitio contenían consignas que exigían libertad para los presuntos presos políticos en Chile y autonomía para los mapuches, en el contexto del Conflicto Mapuche. El Ataque fue uno de los más mediáticos realizados por el grupo. El 20 de diciembre del mismo año se registró una explosión dentro de una sucursal del Banco Francés, en el barrio de Retiro,  a las 3:50 a. m., la explosión provocó importantes daños en el frente de la entidad crediticia y edificios linderos, aunque no hubo personas heridas. Este atentado fue el séptimo atentado explosivo contra un banco ocurrido en el 2011.
El 25 de julio del 2011 un artefacto explosivo detono en frente del edificio mutual de suboficiales retirados de la Policía Federal Argentina, en el barrio de Parque Chacabuco en Buenos Aires. Personal de Gendarmaría se encontraron en el lugar analizando el artefacto y las posibles causas de la explosión, según la información dada las autoridades informaron que la explosión ocurrió a las 2:30 a. m., y no se reportaron heridos.
Años después, el 11 de febrero del 2016 un artefacto explosivo es desactivado por zapadores pertenecientes al GOPE, siendo un incidente mediático y llegando a ser considerado un incidente terrorista por el Ministerio del Interior y Seguridad Pública. La Pandilla Vandalika Teodoro Suárez y los Núcleos Antagónicos de la Nueva Guerrilla Urbana clamaron el ataque, amenazando con realizar más.

### Contexto
Entre 2010 y 2013, grupos anarquistas reivindicaron la mayor campaña de violencia política de la historia argentina reciente sin muertos ni heridos con ataques que alcanzaron patrullas policiales, edificios gubernamentales y bancarios y propiedad privada. Las autoridades atribuyeron varios ataques a pequeña escala en la ciudad contra instituciones financieras y oficinas de destacadas empresas nacionales y extranjeras a grupos anarquistas chilenos.